# Енбек (Шуский район)
Енбек (каз. Еңбек) — село в Шуском районе Жамбылской области Казахстана. Входит в состав Корагатинского сельского округа. Код КАТО — 316645300.

## Население
В 1999 году население села составляло 306 человек (147 мужчин и 159 женщин). По данным переписи 2009 года, в селе проживали 383 человека (189 мужчин и 194 женщины).